# Мемориал памяти 50-летия Победы
Мемориал памяти 50-летия Победы — мемориал в Нерюнгри, посвящённый участникам Великой Отечественной войны.

## История памятника
В 1995 году в год 50-летия Победы в Великой Отечественной войны советом ветеранов города Нерюнгри было решено навечно сохранить память в сердцах живущих горожан о солдатах павших на полях сражений, умерших от ран, перенесших ужасы самой кровопролитной войны в истории человечества. Был проведён конкурс, в котором победил проект архитектора Владимира Алексеевича Корзуна.
Два году спустя, 22 июня 1997 года, в утверждённый президентом Российской Федерации День памяти и скорби, был открыт Мемориал памяти. Мемориал был выполнен в виде часовни имени почитаемого на Руси святого Георгия Победоносца по проекту архитектора Владимира Алексеевича Корзуна. Мемориал представляет собой легкое красивое сооружение крестово-купольной системы в стиле православного храма, который был установлен на возвышенном месте. Коллективы монтажников и рабочих «Дальстальконструкции», «Якутремсервис», «Якутремстрой» приняли участие и энтузиазм в монтаже конструкции. Благодаря помощи коллективов, выполнивших свою работу за символическую оплату, несмотря на непогоду и неудобства, мемориал занял своё место.
22 июня 1997 года в 13 часов дня был проведён митинг, посвященный открытию мемориала памяти. На митинге собрались ветераны, школьники, представители городских организаций, горожане. Митинг был открыт главой городской администрации В. В. Старцевым.
Старцев произнёс: «В какое бы далекое время не уходила Великая Отечественная война, память о ней, о ее жертвах будет вечно жить в сердцах живущих поколений. А значит, будут живы и те, кто уже лежит в земле. Ведь пока жива память − жив и человек. Пусть жертвы войны будут бессмертны».
Участие в открытии мемориала приняли дети оздоровительного лагеря «Мужество». На открытии они выступили с литературно-музыкальной композицией. Также на открытии мемориала прозвучала песня в исполнении преподавателя школы N 18 Ю. А. Борисова: «Мне кажется порою, что солдаты, с кровавых не пришедшие полей, … превратились в белых журавлей…». Священнослужитель православного прихода церкви князя Владимирского поселка Чульман отец Николай провёл обряд освещения, сопровождаемый пением старшего хора девочек детской музыкальной школы «Соловушка». В заключительной части митинга глава администрации В. В. Старцев и председатель совета ветеранов Н. С. Егунов разрезали ленточку на входе в часовню.
В 2020 году проведены работы по обрамлению символики, облицовке постамента, а также покраске металлических конструкций памятника.